# Гайнц Гопф
Гайнц Гопф (нім. Heinz Hopf; 19 листопада 1894 — 3 червня 1971) — німецький математик, який працював у галузі динамічних систем, топології та геометрії.

## Молодість і освіта
Народився в Гребшені, Німецька імперія (нині Грабишин, частина Вроцлава, Польща), син Єлизавети (уродженої Кірхнер) і Вільгельма Гопфа. Його батько народився євреєм і прийняв протестантизм через рік після народження Гайнца; мати походила з протестантської родини.
Від 1901 до 1904 року відвідував вищу чоловічу школу імені Карла Міттельгауза, а потім вступив до гімназії Кеніга-Вільгельма в Бреслау. Математичний талант виявився в нього змалку. 1913 року вступив до Сілезького університету імені Фрідріха-Вільгельма, де слухав лекції Ернста Штайніца, Адольфа Кнезера, Макса Дена, Ерхарда Шмідта та Рудольфа Штурма. З початком 1914 року Першої світової війни, охоче пішов на службу. Двічі поранений; 1918 року отримав залізний хрест (І ступеня).
Після війни продовжив математичну освіту в Гайдельберзі (зима 1919/20 і літо 1920) і Берліні (починаючи з зими 1920/21). Навчався під керівництвом Людвіга Бібербаха і 1925 року здобув докторський ступінь.

## Кар'єра
У своїй дисертації «Зв'язки між топологією та метрикою многовиду» (нім. Über Zusammenhänge zwischen Topologie und Metrik von Mannigfaltigkeiten) довів, що будь-який однозв'язний повний ріманів 3-многовид постійної секційної кривини є глобально ізометричним евклідовому, сферичному або гіперболічному простору. Також вивчав індекси нулів векторних полів на гіперповерхнях і пов'язував їх суму з кривиною. Приблизно через шість місяців він надав нове доведення того, що сума індексів нулів векторного поля на многовиді не залежить від вибору векторного поля і дорівнює ейлеровій характеристиці многовиду. Цю теорему тепер називають теоремою Пуанкаре — Гопфа.
Після отримання докторської дисертації провів рік у Геттінгенському університеті, де працювали Девід Гільберт, Річард Курант, Карл Рунге та Еммі Нетер. Там познайомився з Павлом Александровим, з яким товаришував протягом усього подальшого життя.
1926 року повернувся до Берліна, де читав курс комбінаторної топології. 1927/28 навчальний рік провів у Принстонському університеті на Рокфеллерівській стипендії з Александровим. Тоді ж у Принстоні були Соломон Лефшец, Освальд Веблен і Дж. В. Александер. У цей час Гопф відкрив інваріант Гопфа відображень {\displaystyle S^{3}\to S^{2}} і довів, що розшарування Гопфа має інваріант 1. Влітку 1928 року повернувся до Берліна і, за пропозицією Куранта, почав працювати з Павлом Александровим над книгою з топології. Планувалося три томи, але закінчено лише один, який опубліковано 1935 року.
1929 року відхилив пропозицію про роботу в Принстонському університеті. 1931 року зайняв посаду Германа Вейля у Вищій технічній школі в Цюриху. 1940 року знову отримав запрошення до Принстона, але відхилив його. Однак через два роки був змушений подати заяву на отримання швейцарського громадянства після того, як його майно конфіскували нацисти, оскільки навернення його батька до християнства не переконало німецьку владу, що він «арієць».
У 1946/47 та 1955/56 роках відвідав США, залишаючись у Принстоні та читаючи лекції в Нью-Йоркському та Стенфордському університетах. Від 1955 до 1958 року обіймав посаду президента Міжнародного математичного союзу.

## Особисте життя
У жовтні 1928 року одружився з Анею фон Міквіц (1891—1967).

## Відзнаки та нагороди
Здобув почесні докторські ступені Принстонського університету, Фрайбурзького університету, Манчестерського університету, Паризького університету, Вільного університету Брюсселя та Лозаннського університету. 1949 року обраний членом-кореспондентом Гейдельберзької академії наук. 1957 обраний до Національної академії наук США, 1961 року — до Американської академії мистецтв і наук та 1963 року до Американського філософського товариства. 1932 року був запрошеним доповідачем на Міжнародному конгресі математиків (МКМ) у Цюриху, а 1950 року — пленарним доповідачем на МКМ у Кембриджі (Массачусетс).
У пам'ять про Гопфа, Федеральна вища технічна школа Цюриха за видатну наукову роботу в галузі чистої математики присуджує премію Гайнца Гопфа.

## Вибрані видання
- Alexandroff P., Hopf H. Topologie Bd.1 — B: 1935
- Hopf, Heinz (1964), Selecta Heinz Hopf, Herausgegeben zu seinem 70. Geburtstag von der Eidgenössischen Technischen Hochschule Zürich, Berlin, New York: Springer-Verlag, MR 0170777
- Hopf, Heinz (2001), Collected papers/Gesammelte Abhandlungen, Berlin, New York: Springer-Verlag, ISBN 978-3-540-57138-4, MR 1851430